# Carlos A. Carrillo (kommun)
Carlos A. Carrillo är en kommun i Mexiko.   Den ligger i delstaten Veracruz, i den sydöstra delen av landet, 400 km öster om huvudstaden Mexico City.
Följande samhällen finns i Carlos A. Carrillo:
- Carlos A. Carrillo
- Venustiano Carranza
- Los Cocos
- Vicente Guerrero
- Yorca Boca del Paite
- Cerro de Torres Uno
- Playa Medina
- Guasimal
- Amatepec de Vázquez
- Uluapeño
- La Herradura
- Jobo Chico
- Los Corralillos